# Yes Sir, I Can Boogie
Yes Sir, I Can Boogie (en español: Sí señor, puedo bailar) es el nombre de un tema musical publicado en 1977 por el dúo Baccara, en España. Esta fue una canción con éxito en toda Europa, y consiguió varios reconocimientos en Brasil, Países Bajos, Reino Unido y Japón. Fue vendido más de 15 millones de copias en todo el mundo, aunque se reconoce que fueron muchas más ventas de lo anterior, y está en la posición 7, de los temas sencillos más vendidos en todo el planeta, con un total estimado de 18 millones. 
Baccara estaba conformado por las bailaoras españolas Mayte Mateos (Logroño, 7 de febrero de 1951) y María Mendiola (Madrid, 4 de abril de 1952- Madrid, 11 de septiembre de 2021). Ambas se conocieron mientras trabajaban en el ballet de Televisión Española de Alberto Portillo. Fueron descubiertos por el ejecutivo de RCA Records, Leon Deane, quien las contrató para el sello.

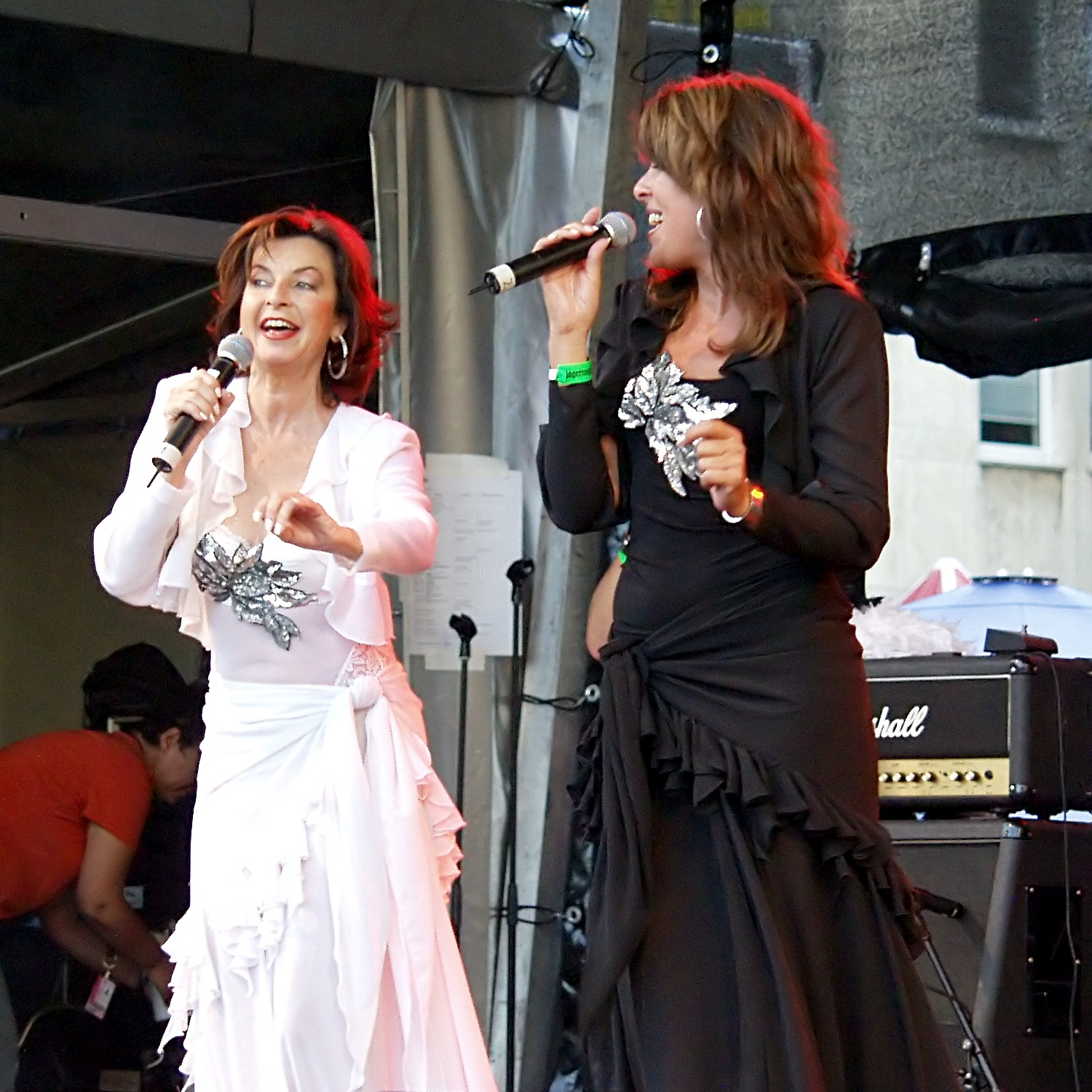
Baccara.

## Lista de canciones
7 "sencillo (Europa y EE. UU.)
1. "Yes Sir, I Can Boogie" - 4:28
2. "Cara Mia" - 2:53

12 "maxi (EE. UU. solamente)
1. "Yes Sir, I Can Boogie" - 6:50
2. "Yes Sir, I Can Boogie" - 6:50

## Posicionamiento en listas
| País, año 1977 y 1978                 | Mejor posición |
| ------------------------------------- | -------------- |
| Australia (Kent Music Report)         | 9              |
| Alemania (Offizielle Deutsche Charts) | 1              |
| Austria (Ö3 Austria Top 40)           | 2              |
| Bélgica (Flandes) (Ultratop 50)       | 1              |
| Dinamarca (Tracklisten)               | 1              |
| España (AFYVE)                        | 2              |
| Europa (Eurochart Hot 100 Singles)    | 1              |
| Finlandia (Suomen virallinen lista)   | 1              |
| Irlanda (IRMA)                        | 1              |
| Italia (Musica e dischi)              | 13             |
| Nueva Zelanda (Recorded Music NZ)     | 33             |
| Noruega (VG-lista)                    | 1              |
| Países Bajos (Dutch Top 40)           | 1              |
| Reino Unido (UK Singles Chart)        | 1              |
| Suecia (Sverigetopplistan)            | 1              |
| Suiza (Schweizer Hitparade)           | 1              |